# 文石小麻呂
文石 小麻呂（あやし の おまろ、生年不詳 - 雄略天皇13年〈469年〉8月）は、『日本書紀』にみえる豪族。播磨国御井隈の人物。

## 概要
力持ちで傍若無人、仮面と獣皮をまとい、道路の通行を妨げ、商人の船を指し止め品物を奪い（海賊行為）、また国に租税も収めなかった。
雄略天皇は小野大樹を遣わし100人の兵士を率いさせ、文石小麻呂の家を囲み松明（）で焼かせた。すると突然、燃える火の中から馬ほどの大きさのある白い犬が飛び出してきた。春日小野臣大樹が顔色も変えずこれを斬ると、それが文石小麻呂になったという。